# Peter Pan & Wendy
Peter Pan & Wendy es una película estadounidense de aventuras y fantasía, dirigida por David Lowery, y escrita por Lowery y Toby Halbrooks, con Jim Whitaker y Joe Roth ejerciendo como productores. Producida por Walt Disney Pictures, la película es una adaptación de imagen real de la película animada Peter Pan de 1953, a su vez está basada en la obra Peter Pan y Wendy de J. M. Barrie. La película está protagonizada por Alexander Molony y Ever Anderson como los personajes principales.
El desarrollo de la película comenzó en abril de 2016, con Lowery nombrado para dirigir la película y escribirla junto con Halbrooks, con el equipo de producción expandiéndose los siguientes cuatro años trabajando en el guion de la adaptación, siendo el título final revelado el 7 de enero de 2020. 
La película se estrenó en Disney+ el 28 de abril de 2023 y es la primera película de Disney en tener en su elenco a un actor con Síndrome de Down.
En la primera semana de estreno la película cosechó mayoritariamente reseñas positivas de parte de los críticos pero negativas por parte de la audiencia.

## Argumento
En el Londres eduardiano, Wendy Darling pasa su última noche en casa con sus padres, George y Mary, y sus dos hermanos menores, John Darling y Michael Darling, antes de irse al internado al día siguiente. Wendy no está contenta con su partida y le dice a su madre que no quiere crecer. Más tarde esa noche, Peter Pan aparece en la casa de los Darling. Habiendo oído hablar del deseo de Wendy, afirma que ha venido para llevarla al País de Nunca Jamás donde nunca tendrá que crecer. Con la ayuda de la compañera y amiga de Peter, el hada Campanilla, Wendy, John y Michael vuelan al País de Nunca Jamás.
Al llegar, son atacados por un barco de piratas, liderado por el Capitán Garfio, quien quiere vengarse de Peter por haberle cortado la mano derecha. Garfio y su primer oficial, el Sr. Smee, les disparan con un cañón, lo que hace que caigan del cielo, y Wendy se separa de Peter y sus hermanos. Más tarde conoce a Tigrilla, una niña indígena, y a los Niños Perdidos. Es testigo de cómo los piratas capturan a John y Michael. Garfio y su tripulación los llevan a la Roca Calavera y los encadenan a una roca para que se ahoguen con la marea. Peter pelea con el Capitán, mientras que Wendy, Tigrilla y los Niños Perdidos salvan a John y Michael. Garfio y los piratas finalmente son ahuyentados por un cocodrilo marino. Peter está orgulloso de su victoria, pero Wendy lo regaña por ser imprudente y los Niños Perdidos le dicen que tiene una historia complicada con el Capitán Garfio.
Al retirarse al escondite de Peter, Wendy canta una canción de cuna a los Niños Perdidos, que accidentalmente revela su ubicación a los piratas. Wendy se entera por Campanilla que el Capitán Garfio fue una vez el mejor amigo de Peter, hasta que dejó el País de Nunca Jamás, creció y se convirtió en un pirata despiadado. La tripulación de Garfio captura a los Niños Perdidos y a los niños Darling, mientras que el Capitán ataca a Peter y lo empuja al exterior. Incapaz de volar lejos en ese momento, Peter aparentemente cae y muere. Garfio le revela a Wendy que la razón por la que se fue de País de Nunca Jamás fue porque extrañaba a su madre, pero finalmente se perdió en el mar y fue encontrado por Smee y los piratas, quienes lo criaron. Cuando regresó a País de Nunca Jamás, Peter no podía aceptar cuánto había cambiado y los dos se convirtieron en enemigos.
Mientras Tigrilla  encuentra a Peter y lo cuida hasta que recupera la salud, Garfio obliga a Wendy a caminar por la tabla, pero ella se va volando en el último minuto con el polvo de hadas de Campanilla y la feliz idea de querer crecer. Campanilla luego esparce polvo de hadas por el barco para levantarlo en el aire, lo que permite a los Niños Perdidos liberarse y luchar contra los piratas. Peter también llega para enfrentarse a Garfio y, finalmente, se disculpa con él por ser un mal amigo. Cuando Wendy voltea el barco sobre su casco, lo que hace que los piratas se caigan, Peter intenta salvar a Garfio, sugiriéndole que vuele, pero sin pensamientos felices, cae al mar. Después de la aventura, los Niños Perdidos deciden que todos quieren un verdadero hogar, por lo que vuelan de regreso a Londres en el barco con Wendy, John y Michael.
Al llegar a casa, Wendy les presenta a los Niños Perdidos a sus padres, los adoptan como hijos y Nana, la san bernardo será la niñera y luego Wendy habla con Peter en el techo de su casa. Peter revela que la casa de los Darling era su antiguo hogar, hasta que un día se escapó y nunca regresó. Wendy le sugiere que se quede, afirmando que crecer podría ser su mayor aventura, pero Peter siente que no está listo. Se despide de Wendy, Michael, John y los niños perdidos y regresa a Nunca Jamás con Campanilla.
De vuelta en Nunca Jamás, se revela que el Capitán Garfio y el Sr. Smee sobrevivieron a la caída. Garfio mira hacia el cielo y ve a Peter regresando al galeón, lo que le hace sonreír felizmente.

## Reparto
- Jude Law como Capitán Garfio, un pirata y el archienemigo de Peter Pan, a quien guarda rencor por cortarle la mano tiempo atrás.
- Alexander Molony como Peter Pan, un niño que vive en el País de Nunca Jamás y se niega a crecer[6]
- Ever Anderson como Wendy Darling, una joven muchacha que, deseando no crecer, es llevada por Peter Pan a Nunca Jamás. Es la hermana mayor de John y Michael.[6]
- Yara Shahidi como Campanilla, un hada y la mejor amiga de Peter Pan, quien comienza a tener celos de Wendy.
- Jim Gaffigan como Sr. Smee, compañero y fiel sirviente del Capitán Garfio.
- Alyssa Wapanatâhk como Tigrilla, la princesa guerrera de una tribu de nativos americanos que habitan en Nunca Jamás, hija del jefe de la tribu, y amiga de Peter Pan.
- Joshua Pickering como John Darling, hermano menor de Wendy, quien viaja con ella a Nunca Jamás.
- Jacobi Jupe como Michael Darling, hermano menor de John y Wendy, con los que viaja a Nunca Jamás.
- Alan Tudyk como George Darling, esposo de Mary Darling y padre de Wendy, John y Michael.
- Molly Parker como Mary Darling, esposa de George Darling madre de Wendy, John y Michael.
- Noah Matthews Matofsky como Slightly, Niño Perdido.
- Sebastian Billingsley-Rodriguez como Nibs, Niño Perdido.
- Skyler y Kelsey Yates como The Twins, Niñas Perdidas.
- Florence Bensberg como Curly, Niña Perdida.
- Caelan Edie como Tootles, Niño Perdido.
- Diana Tsoy como Birdie, nueva Niña Perdida.
- Felix de Sousa como Bellweather, nuevo Niño Perdido.[7]

## Producción

### Desarrollo y preproducción
En april de 2016 se anunció que Walt Disney Pictures está desarrollando una adaptación de acción real de la película animada de 1953 Peter Pan. David Lowery firmó para ser el director, con el guion coescrito junto a Toby Halbrooks. El dúo también trabajó en el adaptación de 2016 de la también producción de Disney Pete's Dragon. Jim Whitaker será el productor del proyecto.
En febrero de 2018, Whitaker declaró que el guion estaba entrando en las primeras etapas de desarrollo. Explicó además que la película se basará en el realismo, aunque también será "una gran y divertida aventura". En octubre del mismo año, el cuarto borrador del guion se había completado con un quinto borrador en marcha. Lowery afirmó que "la prioridad número uno es hacer bien el guion". El cineasta explicó que el proyecto es personal para él, ya que es un fanático del original, reconociendo que había estado "angustiado por cada pequeño detalle". Confirmó que la adaptación moderna tendría que cambiar elementos para evitar los estereotipos raciales presentes en la película original
En diciembre de 2019, Lowery declaró que él y Halbrooks habían escrito un "borrador y medio" adicional en ese momento, y agregó que tendría que tener "algunos borradores más" antes de que se filmara. Describió trabajar en la película como "desafiante" debido tanto a su amor personal por la película original como a su popularidad entre los fanáticos. También siente que tuvo que justificar la existencia de la película debido a que se han desarrollado otras películas de acción en vivo de Peter Pan, al mismo tiempo que hace "justicia al material original". El cineasta afirmó que la perspectiva que tiene él y el estudio es: "[si] si hay que hacer, hay que hacer bien". Comparando su trabajo en Peter Pan con el Dragón de Pete, el cineasta declaró que este último era menos estresante ya que el original había sido un "título de Disney bajo el radar" con pocos seguidores, lo que le permitió más libertad creativa. En enero de 2020, la película se tituló oficialmente Peter Pan & Wendy. Joe Roth se unió al equipo de producción de la película como productor adicional.

### Casting
Se informó que Alexander Molony y Ever Anderson fueron elegidos como Peter Pan y Wendy Darling, respectivamente, en marzo de 2020. En julio del mismo año, Jude Law había iniciado las primeras negociaciones para interpretar al Capitán James Hook. Law se confirmaría en septiembre, con Yara Shahidi en el elenco para interpretar a Campanita. En octubre de 2020, se confirmó que Alyssa Wapanatâhk interpretaría a Tiger Lily. En enero de 2021, Jim Gaffigan se unió al elenco como Mr. Smee. El 16 de marzo de 2021, Alan Tudyk, Molly Parker, Joshua Pickering y Jacobi Jupe fueron anunciados para interpretar a Mr. Darling, Mrs. Darling, John Darling y Michael Darling, respectivamente, tanto como el rodaje oficialmente haya comenzado.

#### Cambio étnico y polémica
Tras conocerse el casting, se presumía que los aficionados más reaccionarios se sentirían molestos con el cambio étnico de los personajes de Peter Pan y Tinker Bell. La elección de Molony como Peter Pan generó polémicas puesto que el actor es de tez morena y no caucásica como el personaje original de Peter Pan. Sin embargo se esperaba que fuese Margot Robbie quien interpretase a Tinker Bell (Campanita) y cuando finalmente se dio a conocer que la actriz que tendría a cargo al personaje sería Yara Yahidi, se despertó la furia de gran parte de los aficionados que vieron el cambio étnico como una nueva muestra de inclusión forzada al igual que lo que había sucedido con otras adaptaciones de acción real de Disney.

### Rodaje
El rodaje de Peter Pan & Wendy estaba programado para llevarse a cabo en Vancouver, Columbia Británica. Originalmente estaba programado para comenzar el 17 de abril de 2020 y terminar en agosto de 2020, sin embargo, la filmación se retrasó debido a la pandemia de COVID-19. La filmación comenzó el 16 de marzo de 2021 y se esperaba que finalizara el 30 de junio de 2021. Rodaje adicional tuvo lugar en la península de Bonavista de Terranova y Labrador, en agosto de 2021. El rodaje concluyó oficialmente a principios de septiembre de 2021. Se espera que las escenas extras tomen menos de una semana, comenzando el 2 de febrero y filmándose hasta el 8 de febrero.

### Estreno
La película estaba originalmente prevista para estrenarse en la plataforma de servicio en streaming Disney+, y tiempo después se anunció que sería estrenada en cines. Finalmente, en diciembre de 2020 se anunció el lanzamiento oficial de Peter Pan & Wendy en Disney+. Fue estrenada en 2023 Se lanzó un primer vistazo el 19 de diciembre de 2022 en un avance de 30 segundos que muestra los próximos títulos que se estrenarán en 2023. La película se estrenó finalmente en Disney+ el 28 de abril del 2023.

## Recepción
Tras su estreno la película comenzó a acumular mayoritariamente malas críticas, especialmente con el cambio de etnia del personaje de Tinker Bell interpretado por Yara Shahidi. El tráiler ya había recibido un 96% de desaprobación. Los críticos especializados de Rotten Tomatoes calificaron la película con un 62% de aprobación mientras que los usuarios apenas sumaron un 12% de calificaciones positivas. Metacritic rondó una calificación similar de 61 por parte de los críticos especializados. Paralelamente es en Metacritic donde la filmación recibió las valoraciones y conceptos más bajos de parte de la audiencia.
Filmaffinity puntuó la película con 4.6 sobre 10. Peter Debruge de Variety criticó "Mientras que 'Peter Pan' fue un fenómeno, esta versión directa a streaming no es más que una sombra, corriendo y tratando de divertirse por sí sola." 
Rebeca Arguido de La Razón tituló a esta adaptación como una versión woke: "Parece que el público empieza a cansarse de la excesiva imposición de una corrección política llevada a tal extremo que, en el remake de Peter Pan, los indios ya no son indios (son nativos americanos culturalmente sensibles) y Campanilla ya no es rubia ni blanca (es negra). Parece que el público se cansa ya, digo, porque las críticas están siendo demoledoras por parte de los espectadores, pese al empeño que están poniendo los críticos en ensalzarla".
Gibrán Alejandro Soto Flores desde mundiario atribuyó en parte al exceso de demanda que lleva a Disney a primar en crear mayor cantidad de contenido con una menor calidad y comparó a este remake con otros que igualmente que cosecharon en general malas críticas de la audiencia: "Finalmente, la versión de Peter Pan, la cual fue mal recibida desde su preproducción, a causa de una constante que surge entre los internautas sobre una “inclusión forzada”, la cual no es justificada ni genera valor verídico al debate crítico, pero que sí alcanza a dañar la reputación de la producción".
Matt Zoller Seitz de RogerEbert.com, le dio a la película dos estrellas y media de cuatro, escribiendo: "Peter Pan & Wendy finalmente se conforma con 'todos extrañan a su madre', un sentimiento que es cierto para la mayoría de la gente, pero es una caña delgada para colgar una película tan grande, especialmente una con otros problemas". Benjamin Lee de The Guardian, le dio a la película tres estrellas de cinco, diciendo: "La actuación a todo pulmón [de Jude Law] como el Capitán Garfio es lo más distintivo en una película pasable pero innecesario remake de acción en vivo de Disney." Ben Travis de Empire le dio a la película tres estrellas de cinco y escribió: "La segunda reinvención de Disney de David Lowery está ingeniosamente construida y llena de ideas interesantes. Pero para una película sobre el energía e imaginación de la juventud, a menudo se siente atrapado en su propia cabeza."
Robbie Collin de The Telegraph le dio a la película cinco estrellas de cinco y dijo: "La versión de David Lowery del clásico de JM Barrie es absolutamente maravillosa y el antídoto perfecto contra la reciente y espantosa película de Super Mario Bros." Peter Debruge de Variety le dio a la película una crítica negativa y escribió: "Incluso si pudiera crecer, el bribón que desafía la edad de J.M. Barrie debe sentirse como si estuviera atrapado en un bucle temporal, muy a menudo siendo revivido. Esta versión directa al streaming se encuentra entre las menos imaginativas". Tara Bennett de IGN le dio a la película un seis sobre diez y escribió: "Un hermoso remake que se olvidó de divertirse".